# Bukáček žlutonohý
Bukáček žlutonohý (Ixobrychus sinensis) je jedním z deseti druhů rodu Ixobrychus z podčeledi bukačů.

## Popis
Dosahuje délky 36 – 38 cm. Má krátký krk a podlouhlý zobák. Samci jsou žlutí až žlutohnědí, samice jsou zabarveny více do hněda. Živí se hmyzem, rybami a obojživelníky.

## Rozmnožování
Rozmnožuje se v rozsáhlých rákosových porostech, kde se zdržuje i po většinu svého ostatního života. Klade 4 až 6 vajec.

## Výskyt
Vyskytuje se od severní Indie až po Ruský Dálný východ, Japonsko a Indonésii. Je to stálý pták, pouze nejsevernější populace migrují více na jih. Ojedinělí jedinci občas zalétají na Aljašku a v listopadu 1962 se dle nepotvrzeného pozorování objevil jeden jedinec i ve Velké Británii.[zdroj⁠?!]